# سیلانول
سیلانول (به انگلیسی: Silanol) یک ترکیب شیمیایی با شناسه پاب‌کم ۱۴۲۱۵۴ است.